# Kalmasaari (ö i Norra Österbotten, Koillismaa)
Kalmasaari är en ö i Finland. Den ligger i sjön Vähäjärvi och i kommunen Kuusamo i den ekonomiska regionen  Koillismaa ekonomiska region  och landskapet Norra Österbotten, i den nordöstra delen av landet, 600 km norr om huvudstaden Helsingfors. Öns area är 0,1 hektar och dess största längd är 50 meter i sydöst-nordvästlig riktning.